# Kraftwerk Gustav Knepper
Das Kraftwerk Gustav Knepper war ein Steinkohlekraftwerk im Dortmunder Stadtbezirk Mengede an der Stadtgrenze zu Castrop-Rauxel. Benannt wurde es nach dem Bergwerksdirektor Gustav Knepper. Die Altblöcke A/B lagen auf Dortmunder Stadtgebiet, Block C auf Castrop-Rauxeler Grund.

## Geschichte
Das Steinkohlekraftwerk wurde von 1951 bis 1971 nach Plänen des Essener Industrie-Architekten Fritz Schupp auf dem Areal der Schachtanlage Gustav der Zeche Adolf von Hansemann in fünf Ausbaustufen errichtet. Betreiber des Kraftwerks war ursprünglich die Gelsenkirchener Bergwerks-AG, darauf folgten die Bochumer Bergbau AG und die VEBA Kraftwerke Ruhr AG (VKR). Aus der Fusion von VEBA und VIAG entstand die E.ON, die wiederum ihre konventionellen Kraftwerke in den Uniper-Konzern ausgliederte. Zuletzt gehörte das Kraftwerk der Hagedorn Unternehmensgruppe, allerdings erfolgte der Erwerb erst nach der Stilllegung.
Block C des Kraftwerkes wurde von 1968 bis 1971 gebaut und mit einer Leistung von 340 MW in Betrieb genommen. In einer Pressemitteilung vom 22. September 1969 wurde der neue Kühlturm mit 128 Metern Höhe als der höchste der Welt bezeichnet. Der Schornstein war 210 m hoch, das Kesselhaus 69 m.

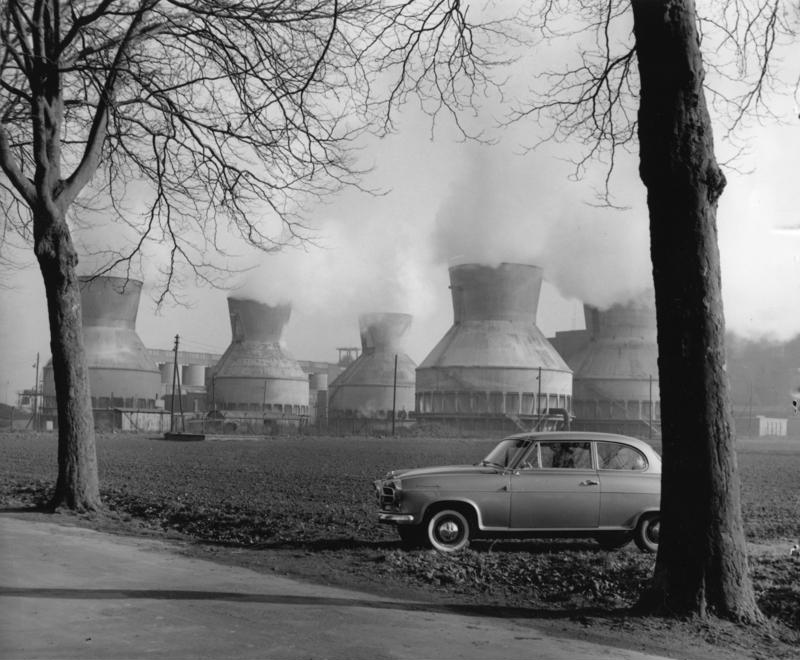
Kühltürme der Altblöcke (1959)

Nach der Übernahme durch die VKR wurden die fünf Kühltürme der Altblöcke 1977/1978 abgerissen. Die Erweiterung des Kraftwerks um einen 740-MW-Block wurde nach zahlreichen Diskussionen verworfen.
Die Blöcke A und B mit je 64 MW wurden 1990 stillgelegt. Anfang der 1990er Jahre begann die VKR mit deren Teilabbruch, allerdings konnte das alte Maschinenhaus nicht rückgebaut werden, da in der oberen Hälfte das Kohlenförderband für Block C verlief. Turbinen und Generatoren wurden verkauft, nur der 150-t-Brückenkran wurde in dem Gebäude belassen. Das Gebäude diente nun zur Lagerhaltung. 1985/1986 wurde die DeNOx-Anlage auf Knepper errichtet, ein Jahr später nahm die Rauchgasentschwefelungsanlage (REA) ihren Betrieb auf. 1990 ging das Flugaschesilo mit einem Fassungsvermögen von 40.000 Tonnen in Betrieb.

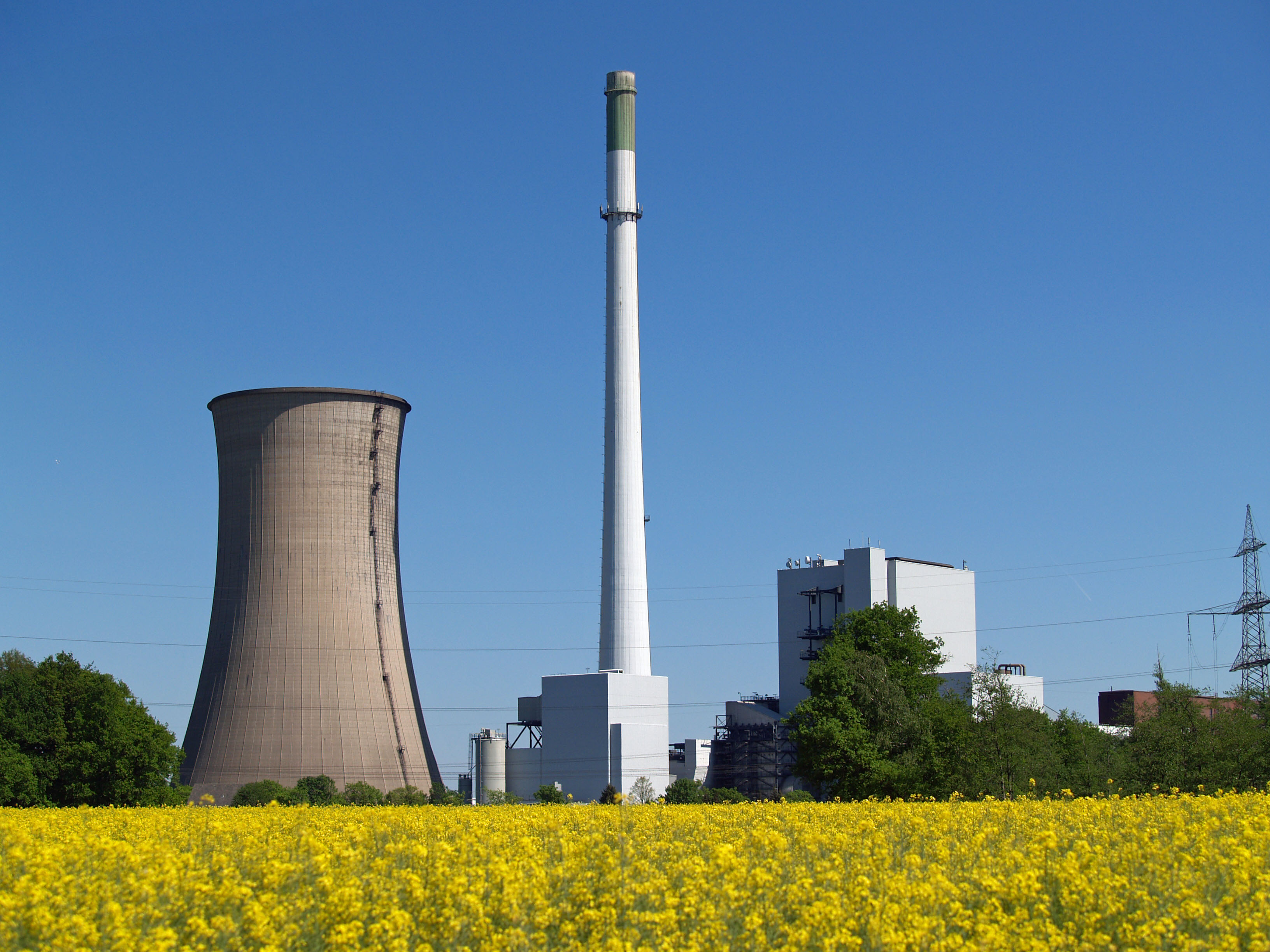
Ansicht von Südwesten (2007)

Im Jahr 2002 wurde dank weiterer Verbesserungsmaßnahmen an der Turbine eine Nettoleistung von 360 MW erreicht. Neben elektrischer Energie lieferte das Kraftwerk Fernwärme in die benachbarten Stadtteile, so auch zu den Kunden, die vorher vom Kraftwerk Castrop-Rauxel beliefert wurden.
Die Knepper-Belegschaft von 65 Personen war für das Kraftwerk Rauxel, das seit Ende der 1990er Jahre bis zur Stilllegung 2001 nur noch als Reservekraftwerk diente, mitverantwortlich. 
Mitte 2010 nahm der Regionalverband Ruhr das Kraftwerk in die Route der Industriekultur, Themenroute Chemie, Glas und Energie auf.

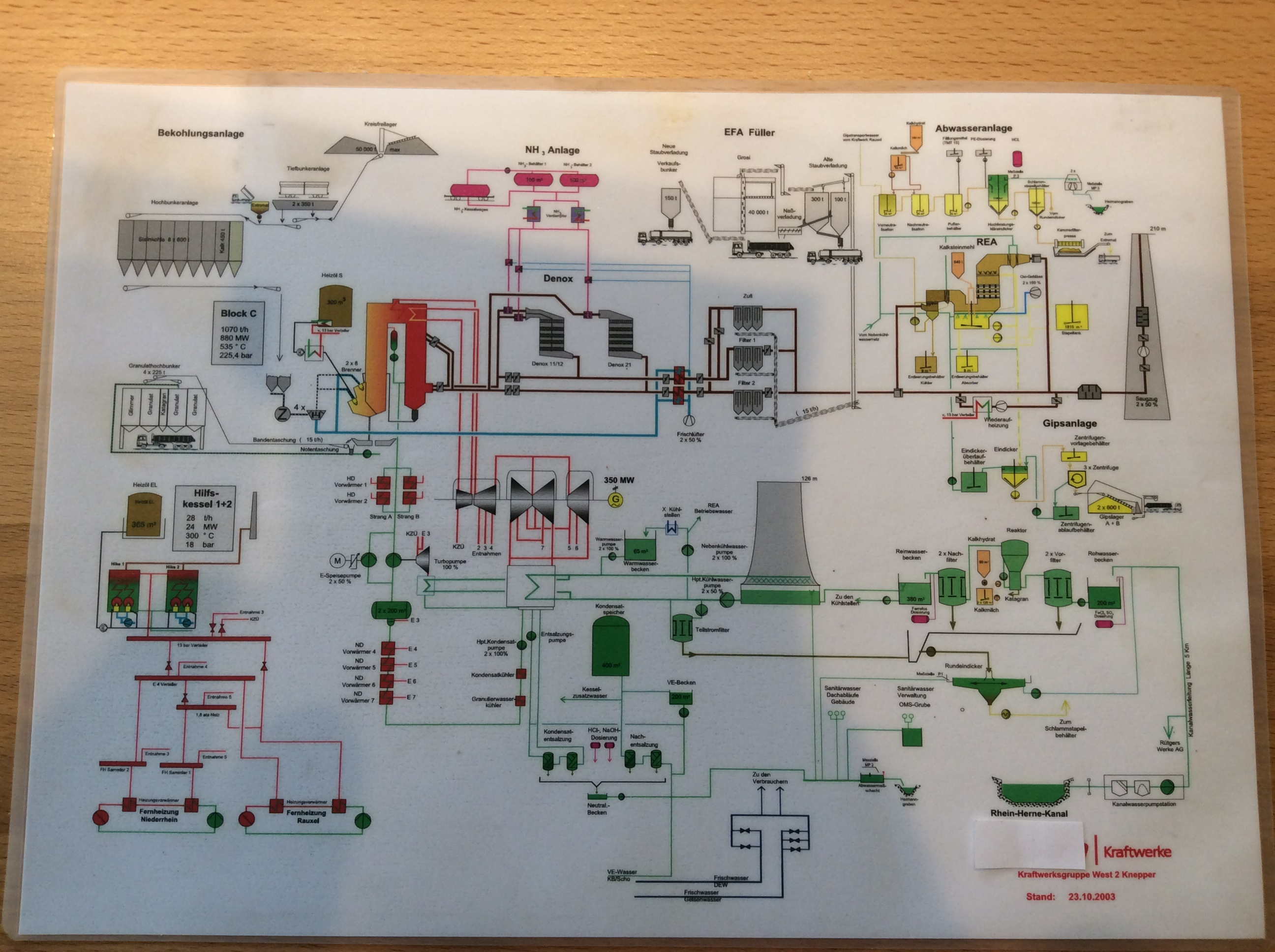
Schema Betrieb Kraftwerk Knepper

Im Dezember 2013 beantragte E.ON bei der Bundesnetzagentur aus wirtschaftlichen Gründen die Stilllegung des Kraftwerkes. Diese erfolgte am 23. Dezember 2014. Hintergrund waren niedrige Börsenstrompreise, auslaufende Stromlieferverträge mit Großabnehmern und das hohe Alter des Kraftwerks.
Der Netzanschluss erfolgte über die Schaltanlage Pöppinghausen auf der 380-kV-Höchstspannungsebene in das Netz von Amprion.
2017 schrieb Uniper Kraftwerke GmbH die 59 Hektar große Kraftwerksbrache mit 750.000 Kubikmetern umbautem Raum national zum Verkauf aus. Die LogPoint Ruhr GmbH (eine 100%ige Tochter der Hagedorn Holding GmbH aus Gütersloh) erhielt den Zuschlag für das verkehrsgünstig gelegene Areal an den Autobahnen A2/A42/A45. Die Hagedorn Revital GmbH ist damit beauftragt, die Fläche baureif zu machen sowie Genehmigungen für Industrie und Gewerbe zu entwickeln.
Im Sommer 2018 begannen die Abbruch- und Sanierungsarbeiten. Am 17. Februar 2019 erfolgte die Sprengung des Kühlturms, des Schornsteins und des Kesselhauses. Im Sommer 2020 war der Abriss abgeschlossen.